# Campionati italiani assoluti di scherma del 1988
I Campionati italiani assoluti di scherma del 1988 sono stati organizzati dalla Federazione Italiana Scherma.
Nel fioretto, si sono aggiudicati i titoli dei campionati italiani Andrea Cipressa, alla sua prima affermazione, e Margherita Zalaffi (4º titolo nazionale).
Nella spada Sandro Cuomo ha vinto tra gli uomini, bissando il titolo dell'anno precedente, mentre tra le donne c'è stato il primo successo di Elisa Uga.
Nella sciabola Giovanni Scalzo ha vinto il titolo nazionale maschile, bissando il titolo del 1986.
Nei campionati italiani a squadre maschili il Gruppo Sportivo Fiamme Oro ha vinto in tutte e tre le specialità.
Nei campionati italiani a squadre femminili il Club Scherma Roma ha vinto nel fioretto, mentre il Circolo della Spada Mangiarotti Milano ha trionfato nella spada.

## Podi

### Uomini
| Specialità  | Oro                            | Argento | Bronzo |
| Individuali |                                |         |        |
| Fioretto    | Andrea Cipressa                | -       | -      |
| Spada       | Sandro Cuomo                   | -       | -      |
| Sciabola    | Giovanni Scalzo                | -       | -      |
| A squadre   |                                |         |        |
| Fioretto    | Fiamme Oro -                   | -       | -      |
| Spada       | Fiamme Oro Maurizio Randazzo - | -       | -      |
| Sciabola    | Fiamme Oro Massimo Cavaliere - | -       | -      |

### Donne
| Specialità  | Oro                                      | Argento | Bronzo |
| Individuali |                                          |         |        |
| Fioretto    | Margherita Zalaffi                       | -       | -      |
| Spada       | Elisa Uga                                | -       | -      |
| A squadre   |                                          |         |        |
| Fioretto    | Club Scherma Roma -                      | -       | -      |
| Spada       | Circolo della Spada Mangiarotti Milano - | -       | -      |